# Cory Danziger
Cory Danziger (* 7. Februar 1977 in Los Angeles County, Kalifornien) ist ein US-amerikanischer Schauspieler.

## Leben
Danziger begann seine Karriere 1987 mit der wiederkehrenden Rolle des Kipper in der Fernsehserie Die Schöne und das Biest. Für seine Darstellung wurde er später für den Youth In Film Award nominiert. Nach einer kleinen Nebenrolle in der Tragikomödie Memories Of Me war er 1989 als Sohn von Tom Hanks und Carrie Fisher in der Komödie Meine teuflischen Nachbarn zu sehen. Auch für diese Rolle war er für einen Young Artist Award nominiert; konnte jedoch bei insgesamt vier Nominierungen innerhalb von zwei Jahren keine der Auszeichnungen gewinnen. Bis 1993 hatte er weitere Film- und Fernsehrollen als Kinderdarsteller, danach endete seine Schauspielkarriere zunächst. 2007 hatte er eine Sprechrolle als Sean im Fernsehfilm The Magic 7.

## Filmografie (Auswahl)
- 1987–1988: Die Schöne und das Biest (Beauty and the Beast, Fernsehserie)
- 1988: Memories of Me
- 1989: Meine teuflischen Nachbarn (The ’Burbs)
- 1990: Raumschiff Enterprise – Das nächste Jahrhundert (Star Trek: The Next Generation, Fernsehserie)
- 1991: Harrys Nest (Empty Nest, Fernsehserie)
- 1991: Wer ist hier der Boss? (Who’s the Boss?, Fernsehserie)
- 1992: Familienstreß (Big Girls Don't Cry... They Get Even)
- 1992: Ein Hund namens Beethoven (Beethoven)

## Auszeichnungen
- 1989: Youth In Film Award – Nominierung als Best Young Actor, Featured, Co-starring, Supporting, Recurring Role in a Comedy or Drama Series or Special in Die Schöne und das Biest
- 1989: Youth In Film Award – Nominierung als Best Young Actor/Actress Ensemble in a Television Comedy, Drama Series or Special in The Big Five
- 1990: Youth In Film Award – Nominierung als Best Young Actor Starring in a Motion Picture in Meine teuflischen Narbarn
- 1990: Youth In Film Award – Nominierung als Best Young Actor Starring in a TV Movie, Pilot or Special in Married to the Mob